# Jakiri
Jakiri är en ort i Kamerun.   Den ligger i regionen Nordvästra regionen, i den centrala delen av landet, 270 km norr om huvudstaden Yaoundé. Jakiri ligger 1 609 meter över havet och antalet invånare är 5 269.
Terrängen runt Jakiri är huvudsakligen kuperad, men västerut är den bergig. Trakten runt Jakiri är ganska tätbefolkad, med 139 invånare per kvadratkilometer. Närmaste större samhälle är Kumbo, 11,3 km norr om Jakiri. Trakten runt Jakiri är en mosaik av jordbruksmark och naturlig växtlighet.